# 1940 en combiné nordique
| Années du combiné nordique : 1937 - 1938 - 1939 - 1940 - 1941 - 1942 - 1943    |
| Décennies du combiné nordique : 1910 - 1920 - 1930 - 1940 - 1950 - 1960 - 1970 |

Cette page reprend les résultats de combiné nordique de l'année 1940.

## Festival de ski d'Holmenkollen
L'édition 1940 du festival de ski d'Holmenkollen fut remportée par le Norvégien Emil Kvanlid devant son compatriote Torstein Skinnarland (no) suivi par le Suédois John Westbergh.

## Championnats nationaux

### Championnat d'Allemagne
Les résultats du championnat d'Allemagne de combiné nordique 1940 manquent.

### Championnat d'Estonie
Le Championnat d'Estonie 1940 fut remporté par Aleksander Peepre devant Villem Känd et Helmut Meier.

### Championnat des États-Unis
Le championnat des États-Unis 1940, organisé à Land O' Lakes (Wisconsin) (en), a été remporté par Peter Fosseide.

### Championnat de Finlande
Les résultats du championnat de Finlande 1940 manquent.

### Championnat d'Islande
Le championnat d'Islande 1940 fut remporté, comme l'année précédente, par Jónas Ásgeirsson.

### Championnat d'Italie
Le championnat d'Italie 1940 fut remporté par Rinaldo Vitalini. Il devance les anciens vainqueurs Andrea Vuerich (1935) et Antonio Mosele (1937).

### Championnat de Norvège
Le championnat de Norvège 1940 se déroula à Raufoss, sur le Lønnbergbakken. Il fut remporté par Emil Kvanlid devant Olav Odden et Ola Normann Bakke.

### Championnat de Pologne
Le championnat de Pologne 1940 fut annulé.

### Championnat de Suède
Le championnat de Suède 1940 a distingué John Westbergh, du club Anundsjö IF (sv). Le club champion fut le Djurgårdens IF.

### Championnat de Suisse
Le Championnat de Suisse de ski 1940 a eu lieu à Gstaad. L'épreuve fut remportée par le coureur allemand d'origine autrichienne Heinz von Allmen, de Wengen.